# Defensoría del Pueblo de la Ciudad de Buenos Aires
La Defensoría del Pueblo de la Ciudad de Buenos Aires es una institución del Estado porteño, creado según lo dispuesta en el artículo 137 de la Constitución de la Ciudad de Buenos Aires. Es un organismo independiente de los tres poderes, del Ejecutivo, el Legislativo y el Judicial, que se encarga de difundir, tutelar y controlar que se respeten los derechos de los individuos y de la comunidad establecidos por los tratados internacionales y la Constitución nacional, local, y las leyes correspondientes. Además, promueve el respeto a los derechos humanos, los intereses colectivos e individuales y protege a la ciudadanía de las arbitrariedades, las desviaciones de poder y los errores que puedan cometer tanto las institucionales del Estado local y sus funcionarios como los abusos, negligencias e irregularidades cometidas por empresas privadas o estatales que prestan servicios públicos y las fuerzas que ejercen funciones de policía y de seguridad local.

## Historia del organismo
Previo a ser la Defensoría del Pueblo de la Ciudad Autónoma de Buenos Aires, el organismo se llamó Controladuría General Comunal. El controlador comunal fue Antonio Cartaña entre 1988 y 1993 y, en un segundo período, entre 1993 y 1998.  
La Convención Constituyente, que en 1996 sancionó la Carta Magna de la Ciudad, incorporó en ella los modernos instrumentos de la llamada democracia participativa y reforzó el mecanismo de pesos y contrapesos entre los Poderes Legislativo, Ejecutivo y Judicial. Para ese fin, organizó un modelo integral e integrado, conformado por cinco órganos de control: la Sindicatura General de la Ciudad, la Procuración General, la Auditoría General, la Defensoría del Pueblo y el Ente Único Regulador de los Servicios Públicos.
Luego, entre 1998 y 2003, ya como Defensora del Pueblo de la Ciudad de Buenos Aires el organismo fue conducido por la Dra. Alicia Oliveira. Entre 2003 y 2008, la Defensora del Pueblo fue la Dra. Alicia Pierini, quien renovó su mandato de 2008 a 2014. En 2014, en el sexto período, asumió el Dr. Alejandro Amor quien terminó su mandato en 2019 y lo renovó hasta el año 2024, cargo al cual renunció en julio de 2021 para participar en los comicios legislativos. Quien asumió el cargo, hasta tanto se desarrolló el proceso de designación para el cargo, la conducción del organismo quedó a cargo del defensor adjunto Carlos Palmiotti. Tras la votación en sesión especial llevada a cabo en la Legislatura Porteña, quien asume el cargo de Defensora del Pueblo es María Rosa Muiños, finalizandó así el proceso de designación iniciado a fines del mes de agosto.
Los defensores adjuntos que acompañaron su gestión fueron María América González, José Palmiotti, Arturo Pozzali (2017), Oscar Zago y Gabriel Fuks (2018).

## Misión institucional
La Defensoría del Pueblo es un órgano unipersonal, comandado por el Defensor del Pueblo, e independiente con autonomía funcional y autarquía financiera, que ejerce las funciones establecidas por la ley sin recibir instrucciones u órdenes de ninguna autoridad. El objeto de tutela de la Defensoría del Pueblo es la defensa y protección de los derechos y garantías de los habitantes frente a hechos, actos u omisiones de las autoridades, de prestadores de servicios públicos o de las fuerzas que ejerzan funciones de policía de seguridad local.

### Método de elección del Defensor del Pueblo
El Defensor del Pueblo es elegido por la mayoría de los legisladores porteños de acuerdo con los resultados de una votación. La norma constitucional determina que el Defensor, o la Defensora del Pueblo, debe reunir las condiciones establecidas para ser legislador y goza de iguales inmunidades y prerrogativas. Le alcanzan las mismas inhabilidades e incompatibilidades de los jueces y tiene vedada la actividad político partidaria. El cargo es remunerado con el mismo importe percibido por los legisladores de la ciudad. El mandato del Defensor del Pueblo de la Ciudad de Buenos Aires dura cinco años y puede ser renovado por uno más, estableciendo como máximo un cargo de diez años. 

### Competencias y facultades
El Defensor o Defensora del Pueblo puede iniciar y proseguir investigaciones conducentes al esclarecimiento o rectificación de cualquier acción o comportamiento que implique el ejercicio ilegítimo, defectuoso, irregular, abusivo, arbitrario, discriminatorio o negligente de la función administrativa pública y que sea susceptible de afectar derechos y garantías e intereses , sean individuales, difusos o colectivos. La Defensoría del Pueblo puede por sí misma comprobar –tal como lo establece el artículo 137 de la Constitución de la Ciudad y la Ley 3, respectivamente- el respeto a los derechos humanos en unidades carcelarias y penitenciarias, dependencias policiales e institutos de internación o guarda, tanto públicos como privados, que se encuentren sujetos al control de la administración.
Para la realización de investigaciones, puede solicitar vista de expedientes, informes, documentos, antecedentes y todo otro elemento que estime útil a los efectos de la pesquisa, aún en el caso de que estén clasificados como reservados o secretos, sin violar su carácter.
Asimismo, está facultada para realizar inspecciones a oficinas, archivos y registros de los entes y organismos bajo su control, y para requerir la comparencia personal de los presuntos responsables, testigos, denunciantes y de cualquier particular o funcionario que pueda proporcionar información sobre los hechos o asuntos que se indagan. También puede ordenar la elaboración de estudios, pericias y la producción de toda otra medida probatoria conducente. Está autorizada a fijar los plazos para la remisión de informes y antecedentes y la realización de diligencias, y también para demandar la intervención de la Justicia cuando la documentación solicitada le hubiere sido negada. 
Para el mejor cumplimiento de sus tareas puede procurar el auxilio o la colaboración de otros órganos. Así, para la investigación de uno o varios casos determinados, puede gestionar el concurso de empleados y funcionarios de la Administración y el auxilio de la fuerza pública. 
Tanto los organismos y entes sometidos a su competencia como los particulares se encuentran obligados a colaborar con la Defensoría del Pueblo, y el incumplimiento de esta obligación por parte de un empleado o funcionario público es causal de mal desempeño y puede acarrear sanciones.

## Reclamos que pueden efectuarse en la Defensoría del Pueblo
Los reclamos más importantes que pueden efectuarse ante la Defensoría del Pueblo son:
- Derechos Humanos en cárceles e institutos psiquiátricos y de reclusión.
- Corrupción en la función pública.
- Temáticas de seguridad como inconvenientes con las fuerzas policiales y servicios de vigilancia privadas en espacio público.
- Discriminación.
- Salud: limitaciones que se tengan al acceso de tratamientos médicos o en la obtención de medicamentos para enfermos comunes, oncológicos y de VIH. Deficiencias en la atención de los hospitales públicos, centros de salud y obras sociales. Quejas de las personas en emergencia social y trabas con la implementación de planes alimentarios.
- Educación: problemas edilicios de las escuelas e inconvenientes en la entrega de títulos y en el normal funcionamiento de comedores escolares. Haberes docentes mal liquidados. Falta de vacantes.
- Atención a personas con discapacidad. Prestaciones médicas, educativas, ortopédicas, problemas con pensiones no contributivas y/o discriminación
- Defensa del consumidor y el usuario de bienes y servicios
- Espacios verdes y vía pública
- Conflictos vecinales
- Tránsito y transporte
- Infraestructura y planeamiento urbano
- Ecología y contaminación ambiental
- Vivienda
- Migrantes.

## Iniciativa legislativa
La Defensoría del Pueblo de la Ciudad de Buenos Aires puede presentar proyectos de ley al Poder Legislativo de la Ciudad de Buenos Aires para su eventual sanción, facultad que reside solo en contadas personas u órganos del Estado. Más allá de la iniciativa popular que regula el artículo 64 de la Constitución de la Ciudad de Buenos Aires, la potestad en cuestión reside naturalmente en el cuerpo legislativo de la Ciudad, pero también se le atribuye al Jefe de Gobierno, al Defensor del Pueblo y al Consejo Económico y Social, entre otros. Esta facultad le asigna otra dimensión a la compleja acción del Defensor del Pueblo, ya que de esta manera le permite aportar su mirada particular a través de propuestas normativas que considere necesarias, incidiendo de modo positivo en la actividad del Poder Legislativo.

### Proyectos de ley iniciados por la Defensoría del Pueblo de la Ciudad de Buenos Aires
| Proyecto de Ley | Temática                                                                            | Ley que afecta o crea                                      |
| --- | ----------------------------------------------------------------------------------- | ---------------------------------------------------------- |
| REPARACIÓN ECONÓMICA PARA NIÑAS, NIÑOS Y ADOLESCENTES VICTIMAS COLATERALES DE FEMICIDIO, EN EL ÁMBITO DE LA CABA – LEY BRISA. (Creado en conjunto con la Asociación Civil La Casa del Encuentro) | Derechos Humanos. Derecho del niño. Violencia de Género.                            | Ley Brisa (1172-F-2017 – LEY N.º 5861)                     |
| MODIFICACIÓN AL RÉGIMEN DE REPARACIÓN ECONÓMICA PARA LOS NIÑOS, NIÑAS, ADOLESCENTES Y JÓVENES VÍCTIMAS COLATERALES DE FEMICIDIO (1670-F-2018)                                                    | Derechos Humanos. Derecho del niño. Violencia de Género.                            | Modificación de los artículos 1,2,5,8 y 10 de la Ley 5861. |
| INTEGRACIÓN SOCIO-URBANA DEL BARRIO RODRIGO BUENO | Derechos Humanos. Derecho a la Vivienda.                                            | Ley N° 5.798                                               |
| REGULACIÓN DE LOS SERVICIOS TÉCNICOS QUE OPERAN EN EL ÁMBITO DE LA CIUDAD DE BUENOS AIRES | Derecho del Consumidor.                                                             | Ley N° 5.072                                               |
| VOTO DE MIGRANTES EXTRANJEROS Y EXTRANJERAS EN LA CIUDAD DE BUENOS AIRES | Derechos Humanos. Derechos de las personas migrantes. Derechos civiles y políticos. | Proyecto de ley (1180-F-2018)                              |
| PARTICIPACIÓN EQUIVALENTE Y PROPORCIONAL POR GÉNERO | Derechos Humanos. Equidad de Género.                                                | Proyecto de ley (1171-F-2018)                              |
| CREACIÓN DE ESPACIOS VERDES EN INMUEBLES PERTENECIENTES AL GOBIERNO DE LA CIUDAD DE BUENOS AIRES                                                                                                 | Espacio Público. Medio Ambiente.                                                    | Proyecto de ley (1373-F-2017)                              |

## Derechos electorales
Desde el año 2009, la Defensoría del Pueblo realiza observaciones electorales, tanto de elecciones que se realizan en la Ciudad de Buenos Aires (locales, nacionales; en colectividades y barrios vulnerables) como de elecciones que se realizan en otras provincias del país e, incluso, de elecciones internacionales.
El observatorio electoral tiene la responsabilidad de bregar por el correcto desarrollo de los procesos electorales y de corroborar, tanto con las autoridades como con la ciudadanía en general, que se cumplan las disposiciones legales que regulan los comicios. También realiza actividades educativas (ponencias, trabajos de investigación, etc) y difusión electoral (campañas de voto extranjero y voto joven) en coordinación con los organismos de la Ciudad Autónoma de Buenos Aires (Tribunal Superior de Justicia) y federales (Juzgado Federal con competencia electoral).

## Asociación de Defensores del Pueblo de la Argentina (ADPRA)
La Defensoría del Pueblo puede promover acciones administrativas y judiciales en todos los fueros, inclusive el federal. Su legitimación procesal surge del conjunto de reglas y principios estipulados en los artículos 43 y 137 de las Constituciones Nacional y de la Ciudad de Buenos Aires, respectivamente, y en la Ley N.º 3, y significa que está facultada para presentarse en los tribunales en representación de los ciudadanos y proteger sus derechos humanos y demás garantías e intereses individuales, derechos de incidencia colectiva e intereses difusos. Estos últimos son aquellos que no se sitúan en un sujeto determinado, sino que se encuentran difundidos o diseminados entre todos los integrantes de una comunidad, y que remiten, entre otros, al cuidado de la ecología y el derecho a un medio ambiente sano, a la protección del consumidor o usuario de servicios públicos y a la preservación del patrimonio histórico, cultural y artístico, tutelados tanto en ambas Cartas Magnas como en el resto de las normas vigentes.
Además, debido a la falta de un Defensor del Pueblo designado, la Asociación de Defensores del Pueblo de la República Argentina (ADPRA) viene llevando a cabo acciones conjuntas para tratar temas de competencia federal como son las pensiones no contributivas, las tarifas, la inconstitucional del fallo del 2x1 para los genocidas, temas de violencia de género o discriminación. Actualmente, el Defensor del Pueblo de la Ciudad de Buenos Aires es, también, el presidente de ADPRA.<ref>«ADPRA». 25 de octubre de 2018.

## Nómina de Defensores
| N.º | Defensor          | Partido | Partido               | Periodo                                  | Jefe de Gobierno                                 |
| --- | ----------------- | ------- | --------------------- | ---------------------------------------- | ------------------------------------------------ |
| 1   | Alicia Oliveira   |         | Independiente         | 1998 - 2003                              | Fernando de la Rúa Enrique Olivera Aníbal Ibarra |
| 2   | Alicia Pierini    |         | Independiente         | 2003 - 2014                              | Aníbal Ibarra Jorge Telerman Mauricio Macri      |
| 3   | Alejandro Amor    |         | Partido Justicialista | 5 de marzo de 2014 - 24 de julio de 2021 | Mauricio Macri Horacio Rodríguez Larreta         |
| 4   | María Rosa Muiños |         | Partido Justicialista | Desde el 10 de diciembre de 2021         | Horacio Rodríguez Larreta Jorge Macri            |